# 延宕
拖延、延宕，或拖延症等，是指一種自願推遲某事的行為，儘管知道這樣做會帶來負面後果。 通常，這是一種習慣性的人類行為。很多人會拖延做某件事，例如拖延日常瑣事，甚至推遲重要的任務，如參加約會、提交工作報告或學術任務，或與合作夥伴討論壓力大的問題。 雖然通常被認為是一種負面特徵，因為它對一個人的生產力有阻礙作用，通常與抑鬱、低自尊、內疚和不足有關，但它也可以被認為是對某些可能帶來風險或負面結果的要求的明智回應，或正在等待新信息出現。
從文化和社會的角度來看，不同文化背景、年龄阶段的人们都存在拖延表现，原因各有差异。例如，若考虑时间管理的不同文化观点如何影响拖延，则在具有多活動（英語：multi-active）時間觀的文化中，人們往往更看重在完成工作之前確保準確完成工作。 在具有線性時間觀的文化中，人們傾向於為一項任務指定一定的時間，並在分配的時間到期後停止。此外，学生的学业拖延通常会与任务性质、学习效能、自我认知、朋辈压力、心理情绪等因素相挂钩。
通過延遲滿足對鴿子行為模式的研究表明，拖延並非人類獨有，但也可以在其他一些動物中觀察到。有實驗發現鴿子“拖延症”的明確證據，表明鴿子傾向於選擇複雜但延遲的任務，而不是簡單但快的任務。

## 判定
心理学研究者有三个标准来界定延宕：
1. 这种行为会阻碍你达到预期目标，它是没有必要的，仅仅拖延完成事务。
2. 延宕经常為患者带来压力、负罪感、降低效率、恐慌，及其他人对你不能完成任务，不能尽责的不良评价。
3. 会恶性循环，导致进一步的延宕行为。

对个人来说，轻微程度的延宕是正常的，当其开始阻碍你的正常工作，就需要认真对待它了。慢性或长期的延宕行为，暗示着潜在的心理及生理紊乱。

## 文化
在戏剧中，延宕指作者以副线上的某一情节或穿插性场面，使主线冲突和紧张情节受到抑制或干扰，出现暂时、表面缓和，实际上却加强戏剧张力和观众期待心理的表现手法。莎士比亚笔下的哈姆雷特是具有延宕特征的典型人物，在情节方面，表现为哈姆雷特复仇的不断拖延。

## 原因
通常延宕者的责任感較低，他們往往沉浸於完美主義和想像獲得成就，不願意正視現實，以及忽視自己的潜能，或容易受外界娱乐等因素的诱惑。

### 任务特征
- 任务难度：任务的难易程度会影响个体拖延行为的发生，任务越复杂，人们越容易拖延，当个体认为某项任务超出自己的能力时，由于缺乏对成功的控制感，通常会采用拖延的方式推迟或逃避执行该项任务。
- 奖惩时限：任务的奖惩时限也影响任务的完成。如果奖赏及时，会相对减少任务完成时间的拖延。
- 对任务的厌恶程度：对于可能带来令人乏味、产生挫败感和怨恨的任务，人们会首先选择回避，如果不能回避，就会尽可能地推迟面对。

### 精神健康
如果个体认为回避失败动机高于追求成功动机时，个体将倾向于以拖延的方式逃避可能的失败。从心理层面分析，部分人对工作能力不自信是导致拖延行为的一个重要原因。對於一些人，極顽固的拖延症為他們带来极度的困扰，引起了巨大的生理功能缺陷。这些人很可能受潜在的抑郁症或者注意力缺陷過動症煎熬。这些潜在的心理紊乱是可以用药物或者心理治療（理療），從而減輕拖延症這个行为症状。其中，心理治療是帮助拖延者了解自己行为的方式，從而战胜恐惧和焦虑，是提高生活质量的有效手段。所以，对长期性或慢性拖延者來說，讓受过训练的心理治療師或者心理咨询师来发掘潜在的心理问题很重要。

### 完美主义
拖延症与完美主义有着一定联系。完美主义可能會导致以下一項或多項：倾向于负面地评价事情结果、负面评价自己的表现、刻意避開别人评价自己、强化自己的社会自觉即公德心、增加恐懼感和焦虑、令低迷的情绪持续、工作狂倾向。
根据Robert B Slaney的研究，能够实现自我协调的完美主义者是比非完美主义者，即普通人更不容易形成拖延症；而无法自我协调的完美主义者會有着很高程度的拖延，那些将自己的完美主义视为困扰的人，也即失调的完美主义者更會有更高的焦虑水平。

## 学术
学术拖延症并不是一种特殊的延宕类型，而仅仅是延宕这种行为在高校尤其常见。学生们有太多关于作业和考试的期限，由于不善管理时间、学习技巧不足，及学业压力，各种纷至迭来的活动和事件常促生延宕行为。在1992年的一次问卷调查中，52％被调查的学生有中度至高度的延宕表现。

## 解决
- 番茄工作法
- 认知行为治疗（CBT）。人的情绪来自人对所遭遇的事情的信念、评价、解释或哲学观点，而非来自事情本身。
- 自我调节技巧。通过深呼吸、冥想、正念练习等方法调动积极情绪、增强自我效能感。
- 控制心理暗示。与其告诉自己不要拖延，不如将注意力转移到要执行的任务上。
- 目标设定理论。设定可分解、可衡量和有时限的目标，并制定详细的执行计划。
- 建立奖励机制。小小的胜利会在负责奖励和动力的大脑区域建立新的雄激素受体，从而进一步增加了应对挑战的信心和渴望。
- 避免浪费时间想象可能的不完美。无论如何，马上去做。